# ژو لولو

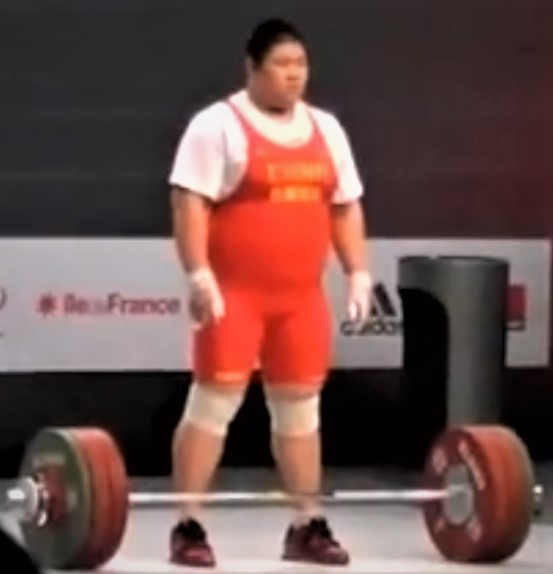
ژو لولو

ژو لولو (به انگلیسی: Zhou Lulu) (زاده ۱۹ مارس ۱۹۸۸) وزنه‌بردار اهل چین است.